# PINK (アルバム)
『PINK』（ピンク）は日本のロックバンド、PINKの1作目のオリジナル・アルバム。1985年5月25日にMOON RECORDSよりリリースされた。

## 収録曲
1. Dance Away
2. Illusion
3. Young Genius
4. Zean Zean
5. Secret Life
6. Soul Flight
7. Ramon Night
8. 人体星月夜II

## 参加ミュージシャン
- 福岡ユタカ - ボーカル
- 岡野ハジメ - ベース
- ホッピー神山 - キーボード
- 矢壁アツノブ - ドラム
- スティーブ衛藤 - パーカッション
- 渋谷ヒデヒロ - ギター
- BANANA - キーボード
- 布袋寅泰 - ギター
- 吉田美奈子 - コーラス
- 横山英規 - サックス